# Manœuvres de base du chasseur

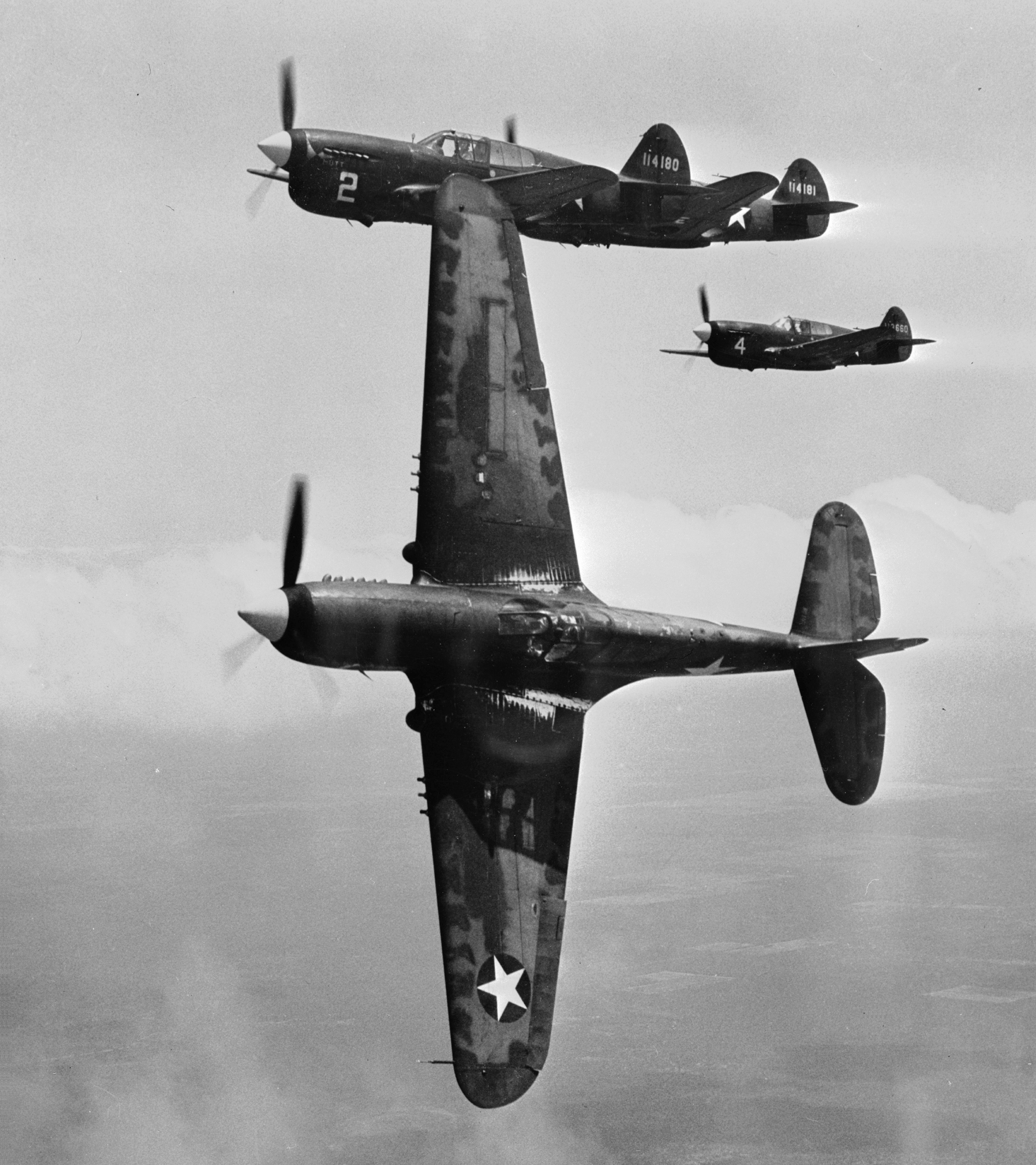
Quatre P-40 Warhawks effectuant des manœuvres d'entraînement.

Les manœuvres de base du chasseur (MBC) (anglais : Basic Fighter Maneuvers, BFM) sont des mouvements tactiques effectués par des avions de chasse lors de manœuvres de combat aérien (ACM, également appelées combats aériens), pour obtenir un avantage de position sur l'adversaire. Les BFM combinent les principes fondamentaux du vol aérodynamique et de la géométrie de la poursuite, avec la physique de la gestion du rapport énergie/masse de l'avion, appelé énergie spécifique.